# Haasts Bluff
Haasts Bluff – miejscowość wspólnoty aborygeńskiej, plemion Pintupi, Aranda i Pitjantjatjara, położona około 230 km na zachód od Alice Springs, na obszarze Terytorium Północnego w Australii. Miejsce nazwał, po przybyciu w roku 1872, brytyjski podróżnik i odkrywca Ernest Giles. Miejscowość powstała w 1946, w miejscu misji luterańskiej, założonej w 1941 r.